# 北原文野
北原 文野（きたはら あやの、2月15日 - ）は日本の漫画家。血液型O型。日本女子大学文学部卒。
1980年、「もうひとつのハウプトン」（小学館別冊少女コミック1月増刊）でデビュー。代表作に「夢の果て」など超能力者の物語であるPシリーズがある。

## 作品リスト
- Pシリーズ
  - 夢の果て（1986～1991年）（新書館ウィングスコミックス全6巻／ハヤカワ文庫JA全3巻）
  - L6-外を夢みて-（1987年）　（スタジオシップ シップフレッシュコミックス／新書館ウィングスコミックス）
  - もうひとつのハウプトン（1988年）（SG企画 SGコレクション)
  - きのういたベン（1989年）（新書館ウィングスコミックス）
  - 魂を鎮（しず）める歌（1992年）（スタジオシップ シップフレッシュコミックス)
  - クアナの宴〜うたげ〜（1993年）（小池書院）
  - 砂漠に花を・・・（1993年）（主婦と生活社ミッシィコミックスDX）
  - 砂漠の鳥たち（1994年）（主婦と生活社ミッシィコミックスDX）
  - 時のほとりに（1996年）（スコラLCミステリーシリーズ）
  - 瞳に映るは銀の月〜妖精計画（プロジェクトフェアリー）〜（2004年）（秋田書店ボニータコミックスデラックス）
  - 瞳に映るは銀の月〜地上の園（メッセージ）〜（2005年）（秋田書店ボニータコミックスデラックス）

- 銀河鉄道の夜（宮沢賢治原作）（ホーム社漫画文庫）

同人誌発表作品（非商業作品）
- Pシリーズ
  - 砂漠をわたる風[1]
  - 砂漠を照らす月
  - プランタン
  - 耳に残るは君の声
  - 天使の羽を、さがしてる
  - Pシリーズ公式ガイドブック
- おたんこ旅行記シリーズ